# Киндюхин, Василий Аркадьевич
Василий Аркадьевич Киндюхин (1 августа 1894 года, с. Семёновка, Новоузенский уезд, Самарская губерния — 14 сентября 1970 года, Куйбышев) — советский военный деятель, генерал-майор (22 февраля 1944 года).

## Начальная биография
Василий Аркадьевич Киндюхин родился 1 августа 1894 года в селе Семёновка ныне Фёдоровского района Саратовской области.

## Военная служба

### Первая мировая и гражданская войны
В феврале 1915 года призван в ряды Русской императорской армии и включён в состав 156-го запасного батальона, дислоцированного в Астрахани, и после прохождения начального обучения с маршевой ротой был направлен в Новоторжский 114-й пехотный полк (29-я пехотная дивизия), после чего принимал участие в боевых действиях на Западном фронте. В 1916 году закончил учебную команду полка.
После Февральской революции Киндюхин произведён в младшие унтер-офицеры и назначен на должность отделенного командира в составе Новогрудского 695-го стрелкового полка в составе 174-й пехотной дивизии, после чего принимал участие в боевых действиях в районе м. Сморгонь. В связи с отказом подавления восставшего 693-го пехотного полка 695-й полк был расформирован, а Киндюхин вернулся в состав 114-го полка, который дислоцировался в Гельсингфорс (Финляндия), где служил командиром взвода и исполняющим должность командира взвода.
В 1918 году вступил в ряды РКП(б). В феврале того же года был демобилизован из рядов армии, после чего вернулся в родное село, где в марте того же года вступил в ряды Семёновского красногвардейский отряд под командованием В. И. Чапаева, после чего принимал участие в подавлении восстания в Пугачёвском уезде, а затем принимал участие в походе на Уральск. В мае во время выполнения разведки Киндюхин был взят в плен и приговорён к расстрелу, однако через 12 часов был освобождён прибывшим из г. Пугачёв отрядом и вскоре в с. Дергачи сформировал Семёновский добровольческий отряд. После объединения отрядов был назначен на должность командира взвода, а в августе — на должность командира роты в составе 218-го полка имени Степана Разина, в сентябре — на должность командира батальона, в феврале 1919 года — на должность помощника командира по строевой части, а в мае того же года — на должность командира этого же полка в составе 25-й Чапаевской стрелковой дивизии. Принимал участие в боевых действиях против Чехословацкого корпуса, а также в Бугурусланской, Белебейской и Уфимской операциях.
В октябре 1919 года был назначен на должность командира 2-го Уральского полка, однако с февраля 1920 года лечился в госпитале из-за тифа и после выздоровления в апреле назначен на должность командира Новоказанского укреплённого пункта в составе Уральского укреплённого района, а в декабре — на должность командира батальона в составе 283-го стрелкового полка (32-я стрелковая дивизия). Принимал участие в боевых действиях против бандформирований под командованием имама Н. Гоцинского и др.

### Межвоенное время
В июле 1921 года В. А. Киндюхин назначен на должность командира батальона в составе в составе 280-го стрелкового полка (Отдельная бригада, Заволжский военный округ), а в октябре того же года был направлен на учёбу в Киевскую высшую объединённую военную школу. После окончания школы в октябре 1923 года был назначен на должность командира батальона в составе 101-го стрелкового полка (34-я стрелковая дивизия), дислоцированного в Сызрани, в июле 1929 года — на должность помощника командира по строевой части 102-го стрелкового полка в Самаре, а 2 октября 1931 года — на должность преподавателя тактики Владикавказской пехотной школы.
В ноябре 1930 года направлен на учёбу на курсы усовершенствования комсостава «Выстрел», после окончания которых в июне 1931 года был назначен на должность начальника военно-хозяйственного снабжения 85-й стрелковой дивизии, дислоцированной в Челябинске, а в ноябре того же года — на аналогичную должность в 31-й стрелковой дивизии, дислоцированной в Сталинграде.
С марта 1932 года служил на Дальнем Востоке на должности командира и комиссара 2-го стрелкового полка в составе Особого стрелкового корпуса (ОКДВА), с апреля 1927 года — на должности командира 9-й строительной бригады Управления строительных частей РККА, а с октября 1938 года — на должности помощника командира 12-й стрелковой дивизии, дислоцированной в Благовещенске, а в период с марта по июль 1939 года исполнял должность командира этой же дивизии.
4 марта 1941 года назначен на должность командира 78-й стрелковой дивизии, дислоцированной в Хабаровске.

### Великая Отечественная война
С началом войны Киндюхин находился на прежней должности, однако уже 12 июля 1941 года назначен на должность заместителя командира 22-й стрелковой дивизии (1-я Краснознамённая армия), в ноябре того же года — на должность начальника отдела боевой подготовки 35-й армии, а в мае 1942 года — на должность заместителя командира 39-го стрелкового корпуса.
В июне 1943 года направлен на учёбу на ускоренный курс Высшей военной академии имени К. Е. Ворошилова, после окончания которого в мае 1944 года направлен на 2-й Украинский фронт, где 1 июня был назначен на должность командира 180-й стрелковой дивизии, которая вскоре принимала участие в боевых действиях в ходе Ясско-Кишинёвской, Дебреценской и Будапештской наступательных операций. 25 января 1945 года Киндюхин был снят с должности и зачислен в резерв Военного совета 46-й армии.
16 февраля назначен на должность начальника отдела боевой и физической подготовки штаба 3-го Украинского фронта, а 31 марта — на должность командира 113-й стрелковой дивизии, которая вскоре принимала участие в боевых действиях в ходе Венской наступательной операции.

### Послевоенная карьера
После окончания войны находился на прежней должности.
В октябре 1945 года назначен на должность заместителя командира 58-го стрелкового корпуса, дислоцированного в составе Бакинского военного округа, а в октябре 1946 года — на должность военного комиссара Куйбышевского областного военного комиссариата.
Генерал-майор Василий Аркадьевич Киндюхин в октябре 1948 года вышел в запас. Умер 14 сентября 1970 года, Куйбышеве.

## Награды
- Орден Ленина (30.04.1945);
- Три ордена Красного Знамени (20.02.1933, 03.11.1944, 24.06.1948);
- Орден Суворова 2 степени (13.09.1944);
- Медали.